# Louis Moreau Gottschalk
Pour les articles homonymes, voir Moreau et Gottschalk.
Cet article possède un paronyme, voir Louis Moreau.
Louis Moreau Gottschalk (8 mai 1829 à La Nouvelle-Orléans en Louisiane aux États-Unis - 18 décembre 1869 à Rio de Janeiro au Brésil) est un compositeur et pianiste virtuose américain qui a fait le tour du monde pour interpréter ses propres œuvres.

## Biographie
Louis Moreau Gottschalk naît le 8 mai 1829 à La Nouvelle-Orléans d'un père de Londres et d'une créole blanche originaire de l'île de Saint-Domingue (aujourd'hui Haïti). Enfant prodige, il commence à étudier avec François Letellier, organiste et maître de chapelle à la Cathédrale Saint-Louis de La Nouvelle-Orléans. Il donne un premier concert à l’âge de huit ans.
En 1841, il vient à Paris perfectionner son éducation musicale. Il n'est pas admis au Conservatoire, sa candidature ayant  été rejetée par Zimmermann qui lui reproche « ses origines sauvages ». Charles Hallé et Camille-Marie Stamaty, plus particulièrement, sont ses professeurs (Stamaty qui sera plus tard le professeur de Camille Saint-Saëns). Gottschalk prend également des cours privés de composition avec Pierre Maleden.
En 1845, il donne son premier concert chez Camille Pleyel, qui le prend en grande affection. Chopin ainsi que Listz également témoignent leur vive sympathie au jeune artiste qui joue, à cette occasion, son concerto pour piano en  mi mineur.
En 1850, Gottschalk fait un voyage en Savoie et en Suisse où il donne une série de concerts à Genève, Aix-les-Bains, Lausanne, Vevey, Yverdon et Neuchâtel. Après un  court passage à Paris, il part pour l’Espagne pour une tournée de concerts. Par ailleurs, la Cour d’Espagne l'invite à donner un concert privé à l’Escurial.
Après un bref retour en France, il prend, en décembre 1852, le bateau au Havre pour les États-Unis. Il donne le 11 février 1853 un premier concert à New York qui rencontre un franc succès. Il s'agit de la première d’une longue série de concerts aux États-Unis, à Cuba et au Canada. De 1857 à 1862, on le retrouve dans les Caraïbes. Il réside à Cuba, Porto Rico, la Guadeloupe, la Martinique, au Venezuela, dans les Guyanes et au Brésil, composant et donnant des concerts. En 1863, Gottschalk a probablement collaboré avec George William Warren sur sa pièce pour piano solo The Andes, Marche di Bravoura, inspirée par le grand tableau sud-américain de 1859 de Frederic Edwin Church, The Heart of the Andes.
À partir de février 1862, il écume à nouveau les salles de concert des États-Unis parcourant en train, selon ses estimations, quelque 95 000 miles entre 1862 et 1865.
Mais lors d'une série de concerts donnés à San Francisco, une relation amoureuse avec une fille un peu trop jeune déclenche un scandale qui l’oblige à un départ précipité vers le Pérou.
Il voyage ensuite en Amérique centrale et du Sud, séjournant en Argentine, en Uruguay, à Panama, au Chili, au Brésil et au Pérou.
Il meurt le 18 décembre 1869, dans un hôtel de Tijuca, près de Rio de Janeiro, vraisemblablement d'une appendicite et des conséquences des traitements de l’époque pour soigner la syphilis. En 1870, ses restes sont rapatriés aux États-Unis et enterrés au cimetière de Green-Wood à Brooklyn (New York) avec la construction d'un monument.
Marmontel, dans son livre les Pianistes célèbres, écrit : « Il est impossible de méconnaître une individualité très accusée dans ces compositions, où le charme de l’idée, l’élégance des harmonies se marient à des rythmes d’une allure toute particulière, d’une persistance opiniâtre ; ces langoureuses mélodies créoles, ces danses nègres d’une mesure cadencée donnaient aux compositions de Gottschalk un goût de terroir, un parfum spécial, un accent de couleur locale d’une authenticité incontestable. »

## Postérité

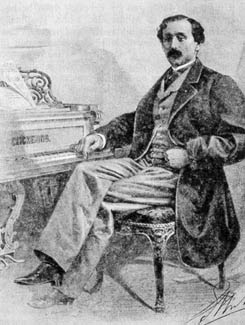
Gottschalk devant son piano.

Il serait l'un des premiers compositeurs américains et le précurseur du ragtime et du jazz.
Gottschalk s'est astreint à tenir un journal de ses pérégrinations, et le témoignage qui en ressort touche au domaine du grand reportage dans des pays en pleine ébullition (guerre de Sécession ou révolutions latino-américaines).
Ses écrits ont été réunis par Serge Berthier pour les Éditions Pierre-Marcel Favre dans un ouvrage intitulé : les Voyages extraordinaires de L. Moreau Gottschalk, pianiste et aventurier.
Conjointement à la parution de ce livre, en 1985, est sorti un enregistrement de l'œuvre pour piano de L. Moreau Gottschalk, interprété par Noël Lee et publié dans la collection « Interfaces » par les disques Erato (NUM 75190).

## Œuvres
La liste ci-après ne constitue pas le catalogue définitif des œuvres de Louis Moreau Gottschalk. Certaines pièces, listées ci-dessous, ont été perdues ou n’ont jamais fait l’objet d’une publication. D’autres œuvres, non identifiées encore, seront vraisemblablement « redécouvertes ».
- X1 - A una flor pour voix et piano (1861 ?)
- X2 - Adios à la Habana, piano forte à quatre mains (1859-1861 ?)
- X3 - Alone, song (1856 ?)
- X4 - American concerto
- X5 - American reminiscences
- X6 - Auld Lang Syne (1865)
- X7 - Ay ! Lunarcitos !! contradanza (1860)
- X8 - Camaguay Fantasy (1854)
- X9 - Capriccio brillante
- X10 - Capriccio espanol (1881)
- X11 - Caprice-galop de concert
- X12 - Caprichos del Arte, fantaisie militaire (1861 ?)
- X13 - Danse brilliante (1856)
- X14 - Day is past and over, vocal quartet
- X15 - Ejercicios, pasages, arpejios, en el orden moderno, para lograr una grand articulacion como igualmente une grand independencia en los dedos
- X16 - El Festival, danza
- X17 - El silvido : contradanza
- X18 - Exercice journalier pour délier les doigts
- X19 - Fandango (1853 ?)
- X20 - Fiesta criolla
- X21 - Fleur de Lys : galop brillant à quatre mains
- X22 - Gottschalk’s Melody (1853)
- X23 - Gran capricho sobre el himno nacional Argentina (1868)
- X24 - Gran Galop de Bravura, pour deux pianos (1856 ?)
- X25 - Grand caprice de concert
- X26 - Grande valse poétique concertante, pour voix et piano
- X27 - Gueydon canal (1858)
- X28 - Ignacia, Mary la Ignatia, Ignasia
- X29 - I’ll Pray for Thee (1853)
- X30 - Infanta Dona Josefa Waltz, piano à quatre mains (1852)
- X31 - Innocence, grande valse de concert
- X32 - L’Alianza (1866)
- X33 - L’Erube (1868)
- X34 - L’Esule, melodia por tenore (1869?)
- X35 - La Bourbonnaise (1865)
- X36 - La Californienne, valse pour piano, violon et soprano (1865)
- X37 - La Flor que ella me envia, melodia (1868)
- X38 - La Musicas de las Palmas pour voix et piano (1861 ?)
- X39 - La Tulipe du Brabant (1857)
- X40 - Las patitas de mi sobrina : danza (1857-1861 ?)
- X41 - Le chant des orfans - Canto des huerfanos
- X42 - Recuerdos de Puerto-Principe (1854)
- X43 - Le réveil de l’aigle : grande polka guerrière  (1852)
- X44 - Le Rêve (1850 ?)
- X45 - Marches, piano à 4 mains, mi bémol majeur
- X46 - Mazurka poétique
- X47 - Mazurka en si mineur
- X48 - Moripont
- X49 - Mouvement perpétuel, Ballade (1868)
- X50 - Remembrances of home (1854?)
- X51 - Sérénade, ballade
- X52 - Souvenir des Antilles
- X53 - Souvenirs de Buenos Aires (1867)
- X54 - Sunshine after Clouds
- X55 - The Maiden’s prayer
- X56 - Unidalla Waltz (1852)
- X57 - Vallisolitana (1852)
- X58 - Valse de concert sur le Faust de Gounod (1862-63)
- X59 - Variaciones de aires nacionales del Peru
- X60 - Yankee Doodle, variations
- RO1 - Adieu funèbre pour violoncelle et piano (1859)
- RO2 - Adios a Cuba, Capricho on Cuban national airs  (1854)
- RO3 - Agnus Dei - Messe de Clermont ? (1853 ?)
- RO4 - Amalia Warden, opéra (1860)
- RO5 - Andante de la symphonie romantique, Nuit des Tropiques, transcription pour piano
- RO5b - Andante de la symphonie des Tropiques for band - Noche de los Tropicos
- RO6 - Andante pour violon et piano (1859 ?)
- RO7 - The Andes, pour deux pianos
- RO8 - Apothéose, grande marche solennelle, sous-titrée : Un fragment du Concerto en F (1855-56)

- RO9 - Autrefois, ballade (1853)

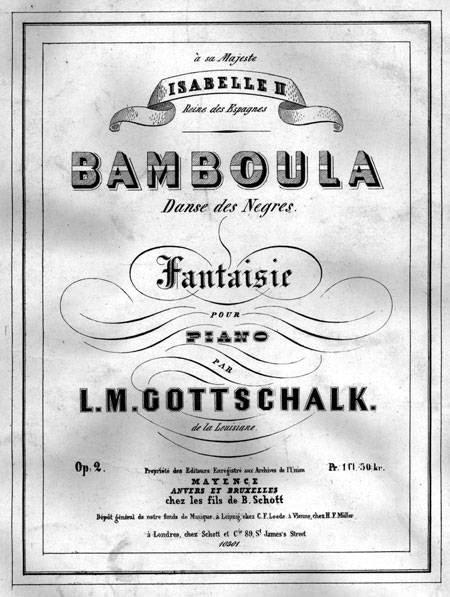
Affiche musique Bamboula interprétée par Gottschalk

- RO10 - Ave Maria, pour soprano avec accompagnement de piano ou orgue (1864 ?)
- RO11 - Ay Pimpollo, no me mates, Contradanza (1860-61)
- RO12 - Bailemos, Creole dance
- RO14 - 6e ballade
- RO15 - 7e ballade
- RO16 - 8e ballade
- RO17 - Ballades en mi (1850)
- RO18 - Un Ballo in Maschera (Verdi), Fantaisie triomphale (1862)
- RO18b - Un Ballo in Maschera (Verdi), Fantaisie triomphale, pour deux pianos
- RO19 - Un Ballo in Maschera (Verdi), quarted, Gran Fantasia concertante for harmonium, 2 violins et piano
- RO20 - Bamboula, danse des nègres (1844-45)
- RO21 - Le bananier, chanson nègre (1845-46)
- RO21b - Le bananier, chanson nègre, à 4 mains (1845-46)
- RO21c - Le bananier, chanson nègre, 2 pianos (1845-46)
- RO21d - Le bananier, chanson nègre, arrangement pour violon et piano par E.W. Ritter (1845-46)
- RO22 - Le banjo, fantaisie grotesque, esquisse américaine, An American Sketch, Schizzi americani, Le caprice américain (1854-55)
- RO23 - Le banjo, esquisse américaine, 2 pianos
- RO24 - 2e banjo (1852-53)
- RO25 - Bataille, étude de concert (1868)
- RO25b - Bataille, étude de concert, à 4 mains
- RO26 - La bataille de Carabovo (1859 ?)
- RO27 - Berceuse, Cradle song, Chant du Berceau (1860)
- RO27b - Berceuse, à 4 mains
- RO28 - Berceuse, voix d’homme, Slumber on, Baby Dear, A mother’s cradle song, La Ninnarella (1861)
- RO28b - Berceuse, pour deux voix et piano (1861 ?)
- RO28c - Berceuse, 3 voix féminines avec piano
- RO29 - Berceuse, pour 2 violons et piano (1861)
- RO30 - La brise, valse de concert, The Breeze (1865?)
- RO31 - Bunker’s Hill, fantaisie triomphale, American reminiscences, National Glory (1853-54)
- RO32 - Le Caïd, Fatma
- RO33 - La Cana, chanson andalouse (1852)
- RO34 - Canadian Boat Song, voix et piano
- RO35 - Chanson du gitano, Canto del gitano (1852)
- RO36 - Caprice américain, première (1854)
- RO37 - Caprice cubain (1853)
- RO38 - Caprice élégiaque (1867-69)
- RO39 - Caprice de concert en la bémol (1853)
- RO40 - Caprice sur des airs péruviens (1865 ?)
- RO41 - Caprice sur la danse créole (1858 ?)
- RO42 - Caprices en si bémol majeur
- RO43 - Caprichos sobre danses de Puerto Principe (1854)
- RO44 - Caprice-polka (1856)
- RO45 - Le carnaval de Venise, grand caprice et variations (1850-52)
- RO47 - Chant des caraïbes (1857 ?)
- RO48 - Chant de guerre, Polka guerrière, Marche guerrière (1857)
- RO49 - Le chant du martyr, grand caprice religieux, The martyr’s song (1859?)
- RO50 - Chant des oiseaux, trio pour piano, soprano et flute, El Canto de los pajaros (1857 ?)
- RO51 - Chant du soldat, grand caprice de concert (1854-56)
- RO52 - Charles IX, opéra (1859-60)
- RO53 - La chasse du jeune Henri, 2 pianos (1849)
- RO54 - La chasse du jeune Henri, morceau de concert (1848-49)
- RO54b - Le jeune Henri, ouverture, 4 mains, Grand ouverture La caza del juven Enrique (1849)
- RO55 - La chute des feuilles, nocturne (1860)
- RO56 - The Clermont Mass, La Messe de Clermont (1848)
- RO57 - El cocoyé, grand caprice cubain di bravura (1853-54)
- RO58/RO59 - Colliers d’or, deux mazurkas (1846)
- RO60 - La colombe, petite polka, The Dove (1863)
- RO61 - Columbia, caprice américain (1859 ?)
- RO62 - Le cri de délivrance, caprice héroïque, Battle Cry of Freedom  (1863-64)
- RO63 - Danse des ombres, Marche des ombres (1849)
- RO64 - Danse Ossianique (1850-51)
- RO65 - Danse des sylphes(d’après Godefroid), caprice de concert en la bémol (1853)
- RO66 - Danza (1857)
- RO67 - Danza, pour 2 pianos
- RO68 - Danza en A flat no 1 (1859)
- RO69 - Danza en A flat no 2 (1859)
- RO70 - Danza en C minor (1859)
- RO71 - Danza en E (1859)
- RO72 - Danza en F (1859)
- RO73 - Dernier amour, étude de concert (1868-69)
- RO74 - Drums ans Cannon, military polka (1861)
- RO75 - The dying poet, Meditation, Le poète mourant (1863-64)
- RO75b - The dying poet, meditation, à 4 mains, Le poète mourant
- RO76 - The dying swan, romance poétique (1869?)
- RO77 - Escenas campestres cubanas, opéra (1 acte), Fête champêtre cubaine, Fête cubaine (1860)
- RO78 - Esquisse, pour piano (1856 ?)
- RO79 - Esquisses créoles
- RO80 - La scintilla (l’Étincelle), mazurka sentimentale, The Spark (1848-49)
- RO80b - La scintilla (l’Étincelle), mazurka sentimentale, arr. à 4 mains (1848-49)
- RO80c - L’Étincelle : redowa (1848-53)
- RO81 - Étude (1842)
- RO82 - Étude de force en B major (1860)
- RO83 - Étude en A flat (1853)
- RO84 - Étude in C-sharp minor, Estudio en Do sostenido menor
- RO85 - Étude in D flat, Estudio in Re bemol mayor (1849)
- RO86 - Étude in G (1847)
- RO87 - Étude pour une main (1859)
- RO88 - Études de concert (1859)
- RO89 - Exercices brillante (1859)
- RO90 - L’exile, voix et piano
- RO91 - Dans les nuages, schottische de concert, Fairy Land, Souvenirs d’autrefois (1859)
- RO92 - Fandango (1853)
- RO93 - Fantaisie sur des airs martiniquais (1858 ?)
- RO94 - Fantôme de bonheur, caprice, Illusions perdues (1859-60)
- RO95 - La Favorite, grande fantaisie triomphale (1859)
- RO95b - La Favorite, grande fantaisie, à 4 mains
- RO96 - Fantaisie sur la Fille du régiment (Donizetti) (1855)
- RO97 - Final d’opéra, pour voix sole, chœur et orchestre (1860)
- RO98 - Les Follets, Polka brillante, Forest Glade, Feu follet (1853-54)
- RO98b - Forest Glade Polka, Polka brillante, Arr. for 4 hand by J.C. VIERECK
- RO99 - Forget me not, mazurka caprice, Ne m’oubliez pas (1869)
- RO100 - La gallina, danse cubaine, à 4 mains, The Hen (1863)
- RO101 - La gallina, danse cubaine, The Hen (1863)
- RO102 - La Gaselle, Andante élégant (1855-56)
- RO103 - La gitanella, caprice caractéristique, La capitanilla, caprice caractéristique (1857)
- RO104 - La glaneuse (1849)
- RO105 - Italian glories
- RO105b - Gloires italiennes, pour 2 pianos
- RO106 - God Save the Queen, morceau de concert, America  (1850)
- RO107 - Grande étude de concert (1847)
- RO108 - Grande fantaisie triomphale sur l’hymne national brésilien (1869)
- RO108b - Grande fantaisie triomphale sur l’hymne national brésilien, à  4 mains
- RO109 - Grand Galopada segun Quidant, pour 2 pianos (1854 ?)
- RO110 - Grande Marche de Athalia (Mendelssohn), pour 13 pianos et orchestre (1868-69)
- RO111 - Grande marche de Faust (Gounod), pour 16 pianos et orchestre (1864)
- RO112 - Grande marche de Tannhauser (Wagner), pour 16 pianos et orchestre (1863)
- RO112b - Tannhauser. Einzug der Gaste (1863)
- RO113 - Grande méditation poétique sobre Faust de Gounod, pour piano, harmonium, copophone, flûte et violon (1865)
- RO114 - Grand scherzo (1869)
- RO115 - Grande valse de concert (1847)
- RO116 - Hercule, grande étude de concert (1869)
- RO117 - Home, sweet home, Charme du Foyer  (1862)
- RO118 - Hurrah Galop, pas redoublé de concert, caprice brillant (1859 ?)
- RO119 - I Don’t See It, Mama, voix et piano, I don’t see it, canzonetta  (1864)
- RO120 - Idol of beauty (viens o ma belle), voix et piano, Serenata a  Paulina, Ecoute, O mon Adorée  (1862-63)
- RO121 - Im Hochland (Gade), pour 2 pianos (1863-64)
- RO122 - Impromptu (1869)
- RO123 - Introduction and Grand Valse di bravura (1854?)
- RO124 - Invitation to the Waltz (Weber), étude de concert
- RO125 - Isaura di Salerno (opéra seria en trois actes) (1859)
- RO126 - Jérusalem (d’après Verdi : I Lombardi), grande fantaisie triomphale (1850)
- RO126b - Jérusalem (d’après Verdi : I Lombardi), grande fantaisie triomphale, 8 mains
- RO127 - Jérusalem (d’après Verdi : I Lombardi), grande fantaisie triomphale, 2 pianos (1851)
- RO128 - Jeune fille aux yeux noirs, mélodie (1859 ?)
- RO129 - Jeunesse, mazurka brillante (1859)
- RO130 - La Jota aragonesa, caprice espagnol (1852)
- RO131 - La Jota aragonesa, caprice espagnol, à  4 mains (1852)
- RO132 - Le Lai du dernier ménéstrel (1847)
- RO133 - The last hope, religious meditation, Dernière espérance (1854)
- RO134 - The last hope, religious meditation, à 4 mains, Dernière espérance, Ultima Esperanza
- RO134b - The last hope, religious meditation, 10 pianos
- RO135 - Souvenir de bal, caprice élégant, Amour chevaleresque, Love and Chivalry (1858-59)
- RO136 - Fantaisie sur Lucia (Donizetti) (1855)
- RO137 - Grande Fantaisie de Lucia (Donizetti) pour 2 pianos (1869)
- RO137b - Sextet from Lucia
- RO138 - Fantasie sobre la Lucrezia Borgia (Donizetti) (1865)
- RO139 - Lucrezia Borgia, Transcription du Final (1853)
- RO140 - Madelaine, étude - Magdalena, estudio
- RO141 - Le sourire d’une jeune fille, grande valse de concert, The Maiden Blush (1859)
- RO142 - Le mancenillier, sérénade - Rayons et Ombres - Ballades pour le piano - no 1 - La Sérénade (Édition de Hall) (1848-49)
- RO143 - Manchega, étude de concert (1855-56)
- RO144 - Marche, pour orchestre militaire (1861)
- RO145 - March de los Caribes
- RO146 - Marche du festival, pour orchestre (1858 ?)
- RO147 - Marche funèbre
- RO147b - Marche funèbre, à 4 mains
- RO148 - Marche funèbre (1853)
- RO149 - Marche funèbre, Deuxième (1854)
- RO150 - Marche guerrière, pour orchestre militaire (1857 ?)
- RO151 - Marche de nuit (1855)
- RO151b - Marche de nuit, pf 4 mains
- RO152 - Marcha real Española, pour piano (1851-52)
- RO153 - Marche scandinave (1847)
- RO154 - Marche Solennelle, pour orchestre et musique militaire - Grand Marcha solemne, para orquesta y bandas - Humaita (1868 ?)
- RO155 - Gran Marcha Solemne (1868)
- RO156 - Grand March for the Sultan, pour orchestre (1868-69)
- RO157 - Marcha triunfal y final de opera, Charles IX (1859-60)
- RO158 - Marguerite, grande valse brillante (1866)
- RO159 - Maria de la O - Maria la Ho (1854)
- RO160 - Marlborough s’en va t’en guerre, variations, Burlesque, Burlesca  (1858)
- RO161 - Martha, Grande phantaisie sobre (1867-68)
- RO162 - Mazeppa, étude dramatique (1848-49)
- RO163 - Mazurka (1847)
- RO164 - Mazurka in A minor (1847-49)
- RO165 - Mazurka in A major
- RO166 - Mazurka rustique (1850)
- RO167 - La mélancolie, étude caractéristique d’après F. Godefroid (1848)
- RO168 - Mélodie pour voix d’homme, avec piano (1855)
- RO169 - Melody, for violoncello and piano
- RO170 - Minuit à Séville, caprice
- RO171 - Miserere du Trovatore, paraphrase de concert (1856)
- RO172 - Miserere du Trovatore, paraphrase de concert, à 4 mains (1861)
- RO173 - La moissonneuse, mazurka caractéristique (1848)
- RO174 - Morte ! lamentation - She is dead (1868)
- RO174b - Morte ! lamentation, à 4 mains
- RO175 - Mountaineeer’s Song (Il canto del montanaro), voix et piano (1863)
- RO176 - Murmures éoliens (1860)
- RO177 - My Only Love, Good Bye (Addio, mio solo amor), voix et piano (1863)
- RO178 - Pensée poétique no 1, Nocturne (1852-53)
- RO179 - Fantaisie sur la Norma, (1860 ?)
- RO180 - Grande Phantasia sobre motivos de Norma (Bellini), for 2 pianos (1869 ?)
- RO181 - O Loving Heart, Trust On, song with piano - Amor y Fé  (1863)
- RO181b - O Loving Heart, Trust On, song (With violoncello obbligato)
- RO182 - O ma charmante, épargnez-moi, caprice - O my charmer, spare me (1861)
- RO183 - Ov. D’Obéron, à 4 mains (1857)
- RO184 - Ojos criollos, danse cubaine, caprice brillant, à 4 mains (1859)
- RO185 - Les Yeux créoles, danse cubaine, caprice brillant - Ojos criollos
- RO186 - Orfa, grande polka (1859, réé à Boston en 1864[5])
- RO186b - Orfa, grande polka, à 4 mains
- RO187 - Ossian, 2 ballades (1846-47)
- RO188 - Papillon, voix et piano - Fair butterfly (1862-63)
- RO189 - Pasquinade, caprice (1869)
- RO189b - Pasquinade, caprice, à 4 mains
- RO189c - Pasquinade, caprice, pour orchestre
- RO189d - Pasquinade, caprice, chant
- RO190 - Pastorella e cavalliere, caprice - Bergère e cavalier - The young shepherdess and the knight - The gay shepherdess and the disappointed knight (1858-59)
- RO191 - Pastorella e cavalliere, voix et piano (1865)
- RO192 - Paulina, sérénade, voix et piano (1859)
- RO193 - Pensée fugitive in A flat
- RO194 - Pensée poétique no 2, L’extase (1856)
- RO195 - Pensez à moi, Romance, Mélodie pour voix et piano (1863-64 ?)
- RO196 - Pensive, polka-redowa
- RO197 - Piano concerto in F minor (1853)
- RO198 - Piano quintet, Ballo in Maschera (Verdi) (1865)
- RO199 - Piano quintet (Weber’s concerstück) (1851)
- RO200 - Piano septet (1869)
- RO201 - Piano trio : two tarentelles, for piano, violin and cello (1861)
- RO202 - Polka (1850)
- RO203 - Polka (1859)
- RO204 - Polka in F
- RO205 - Polka di bravura (1862 ?)
- RO206 - Polka de concert (1844)
- RO207 - Polka de salon op. 1 (1844, réécrite sous le titre de Danse ossianique R064 op. 12[5])
- RO208 - Polka militaire (1861)
- RO209 - Polka poétique (1853)
- RO210 - Polonia, grand caprice de concert (1859)
- RO211 - Las Poncenas for military band - Contredanzas - Quadrilles  (1857 ?)
- RO212 - Prélude (1855-56)
- RO213 - Prière (1853)
- RO214 - Printemps d’amour, mazurka de concert (1855)
- RO214b - Printemps d’amour, mazurka de concert, à 4 mains (1855)
- RO215 - La Puertorrequena (military band) (1857)
- RO216 - I Puritani (Bellini), fantaisie (1860)
- RO217 - Radieuse, grande valse de concert, à 4 mains
- RO218 - Radieuse, grande valse de concert
- RO219 - Rappelle-toi (A. de Musset), pour soprano ou tenor et piano - Romanza
- RO220 - Rayons d’azur, polka de salon - Shades of the evening  (1855)
- RO221 - Recuerdo de la Vuelta de Abajo - Le zapateado (1854-55)
- RO222 - Reflets du passé, première (1847)
- RO223 - Reflets du passé, deuxième, Rêverie (1856)
- RO224 - Regarde-moi, idylle
- RO225 - Réponds-moi, danse cubaine, caprice brillant, à 4 mains - Di que si (1859)
- RO226 - Réponds-moi, danse cubaine, caprice brillant - Di que si (1859)
- RO227 - Ricordati, méditation - Nocturne - Méditation  - Romance  -Yearning (1855-56)
- RO228 - Rigoletto Quartet (Verdi), transcription de bravura - Rigoletto Fantasy  (1861-62)
- RO229 - Romance sans paroles in A flat
- RO230 - Romance dramatique pour violon et piano
- RO231 - Rome (étude) (1859)
- RO232 - La savane, ballade créole (1845-46)
- RO233 - Scherzo romantique (1851)
- RO234 - Ses yeux, polka de concert, 2 pianos (1865)
- RO234b - Ses yeux, polka de concert, à 4 mains
- RO235 - Ses yeux, polka de concert (1865)
- RO236 - El sitio de Zaragoza, grand sym. 10 pianos (1851)
- RO236b - La Jota aragonesa, caprice espagnol, 10 pianos
- RO237 - El sitio de Zaragoza (piano solo)
- RO238 - Solemne marcha triunfal a Chile, for orchestra (1866)
- RO239 - Solitude - L’Isolement (1855)
- RO240 -  Le Songe d'une nuit d'été, caprice élégant sur l’opéra d’Amb. Thomas (1849-50)
- RO241 - Sospiro, valse poétique (1856)
- RO242 - Souvenirs d’Andalousie, caprice de concert sur la cana, le fandago et le jaleo de Jerez (1851)
- RO242b - Souvenirs d’Andalousie, caprice de concert sur la cana, le fandago et le jaleo de Jerez, à 4 mains
- RO243 - Souvenir des Ardennes, mazurka de salon (1846)
- RO244 - Souvenirs de Bellini (1852)
- RO245 - Souvenirs de Cuba, mazurka (1860)
- RO246 - Souvenir de la Havane, grand caprice de concert - Recuerdos de La Habana (1859)
- RO247 - Souvenirs de Lima, mazurka (1865 ?)
- RO248 - Souvenir de la Louisiane (1854)
- RO249 - Souvenir de Lucrezia Borgia
- RO250 - Souvenir de Porto Rico, marche des Gibaros (1857)
- RO250b - Souvenir de Porto Rico, marche des Gibaros, à 4 mains
- RO251 - Spirito gentil (1869?)
- RO252 - Stay, my Charmer, song with piano, romanza (1864)
- RO253 - Suis-moi ! Caprice - Follow me ! - Vamos a la azotea (1861)
- RO254 - Le Sylphe (1848)
- RO255 - Symphonie no 1 « La nuit des Tropiques » - Noches de los tropicos (1858-59)
- RO256 - La nuit des Tropiques pour 2 pianos
- RO257 - Symphonie. no 2 « A Montevideo » (1868)
- RO258 - Tarentelle pour violon et piano (1858)
- RO259 - Grande Tarantelle, pf, orch., Célèbre Tarentelle (1868)
- RO260 - Grande Tarantelle, 2 pianos (1868)
- RO261 - Grande Tarantelle, à 4 mains (1868)
- RO262 - Grande Tarantelle (1868)
- RO262b - Grande Tarantelle, 10 pianos
- RO263 - Tennessee, contradanza (1857)

- RO264 - Tournament galop di bravoura (1854)
- RO265 - Tremolo, grande étude de concert (1869 et créé à Boston en 1971. Il pourrait s'agir de la dernière pièce jouée par le musicien, ce dernier s'écroulant après quelques mesures et décédant quelques jours plus tard[5])
- RO265b - Tremolo, grande étude de concert, à 4 mains
- RO266 - Tres Romanzas (1859)
- RO267 - Il Trovatore (Verdi), Grand Duo di bravura, 2 pianos (1856 ?)
- RO268 - Ultima Rosa - The Last Rose of Summer  (1865 ?)
- RO269 - Union, paraphrase de concert sur les airs nationaux Star splangled banner, Yankee Doodle & Hail Columbia (1862)
- RO270 - Sans titre no 1, mi bémol
- RO272 - Sans titre no 2
- RO271 - Ballade (la bémol) (1853)
- RO273 - Polka, si bémol
- RO274 - Sans titre no 5, do mineur
- RO275 - Polka, la bémol (1859)
- RO276 - Sans titre no 7, fa dièze mineur
- RO277 - Inès, danza habanera, mi bémol (1860 ?)
- RO278 - Sans titre, opéra (1856)
- RO279 - Valse en A flat
- RO280 - Valse en ré mineur (1860 ?)
- RO281 - Valse en E flat (1853)
- RO282 - Valse di bravura pour deux pianos (1852)
- RO283 - Valse di bravura (military band) (1858 ?)
- RO284 - Valse brillant (1844)
- RO285 - Valse de concert in G
- RO286 - Valse poétique, pour soprano et accompagnement d’orchestre (1857)
- RO287 - Valse de salon (1842)
- RO288 - Vamos a la azotea (1860 ?)
- RO289 - Variations de concert sur l’hymne portugais, pour piano et orchestre - Fantasia sobre  Hymno de Luis I - Grandes Variacoes de concerto sobre Hymno de Luis I (1869)
- RO290 - L’hymne portugais, variations de concert (1869)
- RO291 - Variations sur Dixies’s Land (1862 ?)
- RO292 - Variations on old Folks at Home (1853-54)
- RO293 - Variations sur la dernière pensée de Weber (1869 ?)
- RO294 - Variations sur un thème français (1847)
- RO295 - Vision, étude (1868)
- RO296 - The water sprite, polka de salon - La Naïde (1853)
- RO297 - Ouv. De Guillaume Tell, grand morceau de concert, à 4 mains - William Tell (Rossini) (1850)
- RO298 - Workbook comprenant : Polka Guerrière - Ballade - Caprice de concert - Introduction, mazurka rustique - Mazurka bourgeois - Polka A flat major - Introduction à la Mazurka - Souvenir di Lima - Romance (2) - Solitude, romance - Petite Polka - Étude en do dièze mineur - Petite caprice - Mazurka inédite - Polka b flat major - Mazurk fa menor - Chanson du gitano - Ynès

### Commentaires
1. La numérotation RO fait référence au catalogue dressé par Robert Offergeld : « The Centennial Catalogue of the Published and Unpublished Compositions of Louis Moreau Gottschalk », prepared for Stereo Review, New York, 1970.
2. Les indices (b), (c) ou (d) font référence à des variantes non listées dans le catalogue précité.
3. La numérotation Xn concerne des œuvres non listées dans le catalogue de Robert Offergeld.